# 方先红
方先红（1967年5月—），女，贵州省晴隆县人，中华人民共和国政治人物。

## 生平
1967年5月，方先红出生在贵州省晴隆县。1984年，方先红考入贵州大学中文系，1988年毕业后分配至中共黔西南布依族苗族自治州委办公室信息科成为一名工作员，先后出任副科级常委秘书、正科级副科长、办公室副主任、秘书二科科长、州委副秘书长，州委州政府督查室主任、州委政策研究室副主任，期间于1993年6月加入中国共产党。
2012年3月，方先红调入黔西南布依族苗族自治州人民政府，先后出任党组成员兼办公室党组书记、政府秘书长兼党组成员以及办公室主任、州长助理兼秘书长、国土资源局党组书记兼局长。
2016年2月，方先红调任中共兴仁县委（2018年升格为兴仁市）副书记、兴仁经济开发区党工委副书记兼管委会主任、县工业园区党工委副书记兼管委会主任，次月兼任县人民政府县长。
2021年7月，方先红辞职，之后出任黔西南布依族苗族自治州人民代表大会常务委员会二级巡视员。

### 落马
2024年5月29日，方先红涉嫌严重违纪违法接受黔西南布依族苗族自治州纪委监委纪律审查和监察调查。2024年1月16日，副市长白美宏接受纪委监委调查。1月29日，副市长王长贵接受调查。